# Madeleine-Sibylle de Holstein-Gottorp
Madeleine-Sibylle de Holstein-Gottorp, née le 14 novembre 1631 et décédée le 22 septembre 1719, était une duchesse de Holstein-Gottorp par la naissance et, par mariage, duchesse de Mecklenburg-Güstrow. Elle était la fille du duc Frédéric III de Schleswig-Holstein-Gottorp (1597-1659) et de son épouse Marie-Élisabeth de Saxe (1610-1684). De 1654 à 1695, elle fut l'épouse du duc Gustave-Adolphe de Mecklembourg-Güstrow.

## Mariage et descendance
En 1654, Madeleine-Sibylle de Holstein-Gottorp épousa Gustave-Adolphe de Mecklembourg-Güstrow. Onze enfants sont nés de cette union :
- Jean (1655-1660) ;
- Éléonore (1657-1674) ;
- Marie (1659-1701), épouse en 1654 le futur duc Adolphe-Frédéric II de Mecklembourg-Strelitz ;
- Madeleine (1660-1702) ;
- Sophie (1662-1738), épouse en 1700 le duc Christian Ier de Wurtemberg-Oels ;
- Christine (1663-1749), épouse le 4 mai 1683 le comte Louis-Christian de Stolberg-Gedern ;
- Charles de Mecklembourg-Güstrow (1664-1688), épouse en 1687 Marie-Amélie de Brandebourg († 1739), fille de Frédéric-Guillaume Ier de Brandebourg ;
- Hedwige de Mecklembourg-Güstrow (1666-1735), épouse en 1686 le futur duc Auguste de Saxe-Mersebourg-Zörbig ;
- Louise (1667-1721), épouse en 1695 le futur roi Frédéric IV de Danemark ;
- Élisabeth de Mecklembourg-Güstrow (1668-1738), épouse en 1692 le futur duc Henri de Saxe-Mersebourg ;
- Auguste (1674-1756).

## Sources
- (de) Johann Stieber, Merckwürdige und erbauliche Lebensbeschreibung der… Fürstin Magdalena Sibylla, verwitwete regierende Fürstin zu Mecklenburg, Rostock, 1745.